# Lusitania Tatafu
Karoline Lusitania "Lusi" Tatafu (sinh ngày 20 tháng 2 năm 1998) là một nữ cung thủ  người Tonga. Cô đã tham gia cuộc thi bắn cung tại Thế vận hội mùa hè 2016 ở Rio de Janeiro.